# 쿠도 하루카 (성우)
쿠도 하루카(일본어: 工藤 晴香 くどう はるか[*], 1989년 3월 16일 ~ )는 일본의 성우이다. 오사카부 출신. 에이스 크루 엔터테인먼트 소속.